# 앗, 고백을 까먹었다!
《앗, 고백을 까먹었다!》은 2024년 11월 8일 공개된 올웨이즈의 오리지널 숏드라마이다.

## 기획 의도
첫사랑을 되찾기 위한 예측불허의 타임슬립과 기억상실이라는 흥미로운 설정을 담아낸 로맨스 판타지

## 제작진

### 제작사
- PROJECT NMF

### 연출
- 강현나

## 등장 인물
- 김민지 : 지유 역
- 안도규 : 연우 역
- 백동현 : 도진 역
- 송교현 : 소희 역